# Kraque Boom
Cet article possède un paronyme, voir Crac ! Boum ! Huuue !.
Kraque Boom est un étalon Selle français bai de saut d'obstacles, né en 1998, fils d'Olisco et de Baby Boom IV, par Joyau d’Or A. Il a notamment été sacré champion d'Europe avec son cavalier Kevin Staut en 2009, à Windsor.

## Histoire
Né le 16 avril 1998 au Haras de la Cour Bonnet, Kraque Boom évolue jusqu'en 2005 sur le circuit des jeunes chevaux avec trois différents cavaliers. Il arrive ensuite chez Pierre Baldeck, marchand de chevaux en Alsace, où il sera confié à Kevin Staut, alors âgé de 25 ans. Ce dernier le remarque à peine. L'étalon a un dos faible, un caractère très affirmé et un assez mauvais galop. M. Baldeck croit pourtant aux capacités de son cheval et incite Kevin à le sortir en concours. Il est rapidement surpris par ses bons résultats et sa régularité. En trois mois, une intimité naît entre Kraque Boom et Kevin Staut, qui demande à son grand-père, André Marrot, de le lui acheter.
Kevin Staut s'installe en Suisse avec son cheval. Les bons résultats s’enchaînent. En 2006, la France est 3e du CSIO-4* de Zagreb (Croatie). L'année suivante, le couple remporte le Grand Prix du CSI-2* d'Arezzo (Italie), et s'illustre lors des différentes Coupe des nations. En 2008, le Français s'installe dans la région nantaise.
Le 30 août 2009, après un début de championnat difficile, Kevin Staut et Kraque Boom deviennent Champions d'Europe, à Windsor (Grande-Bretagne),.
En 2010, l'étalon continue de briller en Coupes des nations, mais la saison 2011 est plus difficile. Après une période de repos, Kraque Boom reprend la saison d'été 2012 avec des concours extérieurs 3* ou 4* puis il a terminé la saison 2012 en 5*. En janvier 2013, Kraque Boom est admis au studbook Selle français et Kevin Staut annonce que l'étalon se consacrera désormais à la reproduction.

## Palmarès
Avec Kevin Staut :
- 2006 : 
  - 3e de la Coupe des nations du CSIO-4* de Zagreb (Croatie)
  - 3e du CSIO-4* de Podebrady (République tchèque)
- 2007 : 
  - Vainqueur du Grand Prix du CSI-2* d’Arezzo (Italie)
  - 2e du Grand Prix du CSI2* de Castres (France)
- 2008 : 
  - Vainqueur du Grand Prix du CSIO3* de Canteleu (France)Kevin Staut et Kraque Boom lors du CSI-3* de La Clusaz (juillet 2012).
- 2009 : 

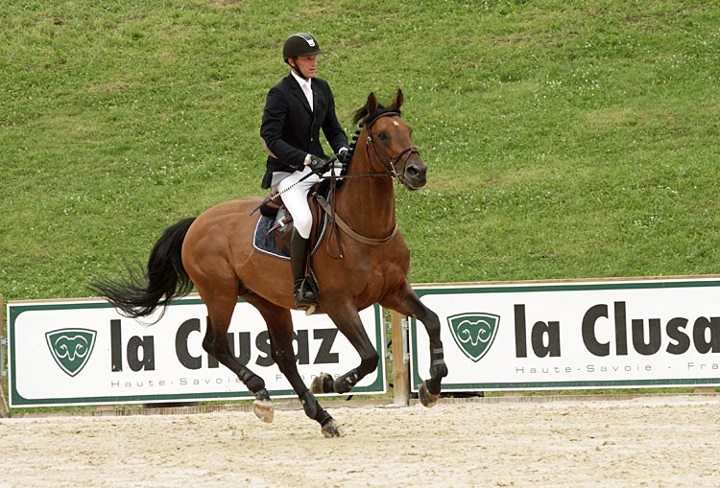
Kevin Staut et Kraque Boom lors du CSI-3* de La Clusaz (juillet 2012).

  - Médaille d'or en individuel aux Championnats d'Europe à Windsor (Grande-Bretagne)
  - Vainqueur de la Coupe des nations de Lummen (Belgique)
  - Vainqueur de la Coupe des nations de Aix-la-Chapelle (Allemagne)
- 2010 : 
  - Vainqueur de la Coupe des nations de Saint-Gall (Suisse)
  - Vainqueur de la Coupe des nations de La Baule (France)
  - Vainqueur du Saut Hermès à Paris, associé à Pénélope Leprévost et Mylord Carthago*HN